# Aplidium stellatum
Aplidium stellatum är en sjöpungsart som först beskrevs av Addison Emery Verrill 1871.  Aplidium stellatum ingår i släktet Aplidium och familjen klumpsjöpungar. Inga underarter finns listade i Catalogue of Life.